# Пицанока (Терамо)
Пицанока (итал. Pizzannocca) је насеље у Италији у округу Терамо, региону Абруцо.
Према процени из 2011. у насељу је живело 53 становника. Насеље се налази на надморској висини од 333 м.